# Tsuyoshi Furukawa
Tsuyoshi Furukawa (jap. 古川 毅 Furukawa Tsuyoshi; ur. 21 września 1972) – japoński piłkarz występujący na pozycji obrońcy.

## Kariera klubowa
Od 1995 do 2004 roku występował w klubach Otsuka Pharmaceutical, Consadole Sapporo i Montedio Yamagata.